# Francisco Paulino da Costa e Albuquerque
Francisco Paulino da Costa e Albuquerque (Desterro, 28 de junho de 1849 — Desterro, 26 de fevereiro de 1881) foi um político brasileiro.
Filho de Afonso de Albuquerque e Melo e de Maria do Patrocínio de Albuquerque Melo.
Foi deputado à Assembleia Legislativa Provincial de Santa Catarina na 20ª legislatura (1874 — 1875).